# اتوره سوتساس
اتوره سوتساس (به انگلیسی: Ettore Sottsass) (زادهٔ ۱۴ سپتامبر ۱۹۱۷ میلادی – درگذشتهٔ ۳۱ دسامبر ۲۰۰۷ میلادی) طراح ایتالیایی قرن بیستم بود که به دلیل طراحی مبلمان، جواهرات، شیشه، چراغ، لوازم خانگی و اداری و همچنین طراحی و ساخت بناها و فضاهای داخلی متعدد که اغلب با رنگ‌های تند تعریف می‌شوند، شهرت داشت.

## اوایل زندگی
سوتساس در شهر اینسبروک در اتریش غربی به دنیا آمد و در تورین بزرگ شد؛ جایی که پدرش که وی نیز اتوره نام داشت، معمار بود. سوتساسِ پدر عضو گروه معماری مدرنیستی به نام «جنبش ایتالیایی برای معماری منطقی» (MIAR) بود که توسط جوزپه پاگانو رهبری می‌شد.
سوتساسِ جوان در دانشگاه پلی‌تکنیک تورین تحصیل کرد و در سال ۱۹۳۹ میلادی با مدرک معماری فارغ‌التحصیل شد.
پس از تهاجم آمریکایی‌های انگلیسی‌تبار به ایتالیا، سوتساس در دستهٔ مونته‌روزا [بخشی از حزب فاشیست جمهوری سوسیالیستی ایتالیا به رهبری بنیتو موسولینی] نام‌نویسی کرد تا در کوه‌ها و در کنار ارتش هیتلر بجنگد. (سوتساس ماجراهای خود را به عنوان یک ستوان بخش مونته‌روزا در زندگی‌نامهٔ خود با عنوان نگاشته در شب (Scritto di Notte) توسط انتشارات آدلفی منتشر نموده‌ است).
سوتساس پس از حضور در ارتش، شرکت معماری و طراحی خود را در میلانِ ایتالیا افتتاح کرد. در آنجا او شروع به طراحی مبلمان کرد و رنگ‌ها، الگوها و اشکال مختلف را آزمایش کرد. آثار او غالباً بواسطهٔ اشیاء عجیب و غریب رنگارنگش با فرهنگ پاپ قرابت داشت. قطعات او اغلب از شیشه و سرامیک ساخته می‌شد.

## آغاز کار
پس از بازگشت به خانه، اتوره سوتساس به عنوان یک معمار با پدرش بر روی بازسازی مدرن ساختمان‌هایی که در طول جنگ ویران شده بودند، آغاز به کار کرد. در سال ۱۹۴۷ میلادی که در میلان زندگی می‌کرد، استودیوی معماری و طراحی صنعتی خود را راه اندازی کرد. در آنجا شروع به ایجاد آثاری با انواع رسانه‌های مختلف کرد: سفال و سرامیک، نقاشی، مجسمه‌سازی، مبلمان، عکاسی، جواهرات، معماری و طراحی داخلی.

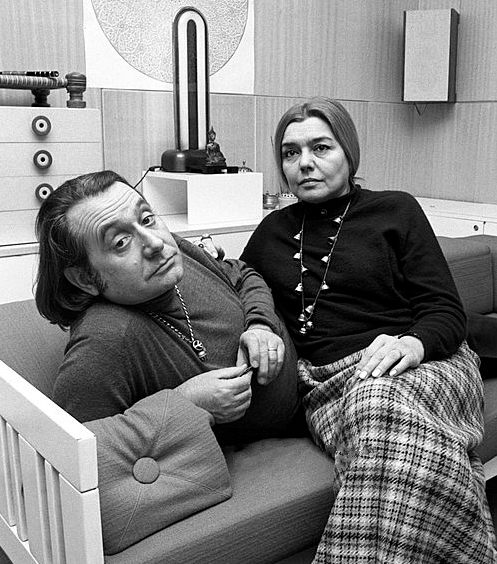
اتوره سوتساس و فرناندا پیوانو در خانهٔ خود در میلان، سال ۱۹۶۹ میلادی

در سال ۱۹۴۹ میلادی سوتساس با فرناندا پیوانو، نویسنده، روزنامه‌نگار، مترجم و منتقد ایتالیایی ازدواج کرد. از سال ۱۹۵۴ تا ۱۹۵۷ میلادی او یکی از اعضای «جنبش بین‌المللی برای باهاوس خیال‌گرا» بود. او به دلیل هجمهٔ جنبش و عدم حرفه‌ای بودن خود از عضویت جنبش استعفا داد. در سال ۱۹۵۶ میلادی، سوتساس به شهر نیویورک سفر کرد و در دفتر جورج نلسون طراح صنعتی آمریکایی، شروع به کار کرد. او و پیوانو در حین کار برای نلسون سفرهای زیادی کردند و پس از چند ماه به ایتالیا بازگشتند.
همچنین در همان سال (۱۹۵۶)، سوتساس سفارشی از سوی کارآفرین آمریکایی ایروینگ ریچاردز برای نمایشگاهی از سرامیک‌های خود دریافت کرد.

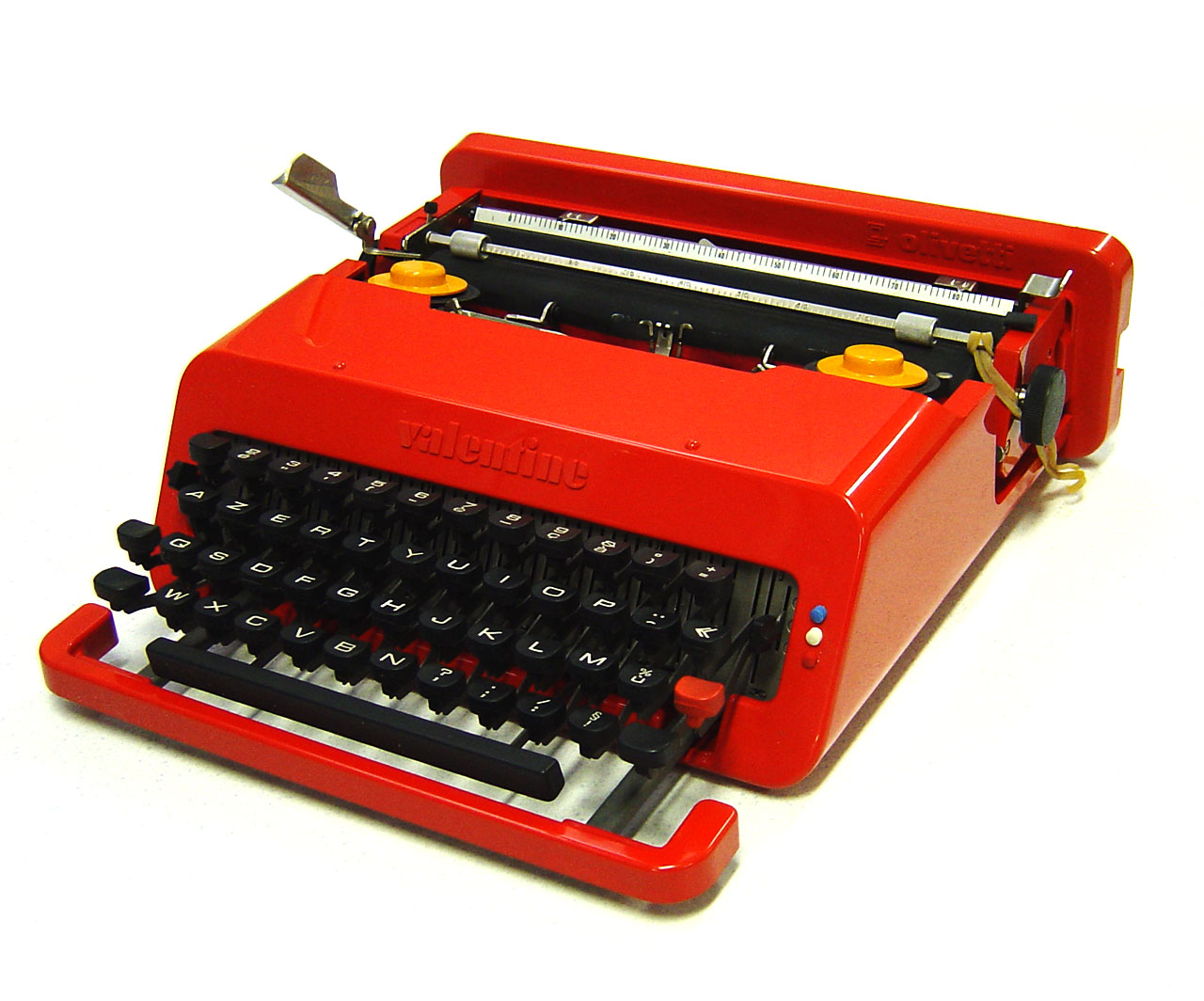
ماشین تحریر اولیوتی، مدل: ولنتاین اس. (۱۹۶۹ میلادی)

در بازگشت به ایتالیا در سال ۱۹۵۷ میلادی، سوتساس به عنوان مشاور هنری به پولترونوا، یک تولیدکنندهٔ نیمه‌صنعتی مبلمانِ معاصر پیوست. بسیاری از تجربیات کاری او در این شرکت بر طراحی‌هایی که بعداً با ممفیس میلانو ایجاد کرد تأثیر گذاشت.
در سال ۱۹۵۶ میلادی، سوتساس توسط آدریانو اولیوتی به عنوان مشاور طراحی اولیوتی استخدام شد تا تجهیزات الکترونیکی طراحی کند و اولین بزرگ‌رایانه ایتالیایی، با نام "الیا ۹۰۰۳" (Elea 9003) را توسعه دهد که برای آن در سال ۱۹۵۹ میلادی نشان «پرگار طلا» را دریافت کرد. [اولین و از شناخته شده‌ترین جوایز در زمینه‌ی طراحی صنعتی است. این جایزه با هدف قدردانی و ارتقای کیفیت در زمینه‌ی طرح‌های صنعتی ساخته شده در ایتالیا اعطاء می‌شود.]
سوتساس همچنین تجهیزات اداری، ماشین‌های تحریر و مبلمان برای اولیوتی طراحی کرد. در آنجا سوتساس نام خود را به عنوان یک طراح که توانست از طریق رنگ، فرم و سبک، تجهیزات اداری را وارد قلمرو فرهنگ عامه کند، مطرح کرد. اولین ماشین‌های تایپ او، تکنه ۳ (Tekne 3) و پراکسیس ۴۸ (Praxis 48)، با سادگی و گوشه‌دار بودن طراحی آنها شناخته می‌شد. سوتساس با همکاری «پِری ای. کینگ» (مشاور و طراح صنعتی اهل انگلستان) ماشین تحریر ولنتاین را در سال ۱۹۶۹ میلادی طراحی کرد که تبدیل به یک لوازم‌جانبی فراگیر شد و امروزه به عنوان نقطهٔ عطفی در طراحی قرن بیستم در نظر گرفته می‌شود.
سوتساس در حالی که به طراحی برای اولیوتی در دههٔ ۱۹۶۰ میلادی ادامه می‌داد، طیفی از اشیاء را توسعه داد که بیان تجربیات شخصی او از سفر به ایالات متحده و هند بود. این اشیاء شامل مجسمه‌های سرامیکی محراب‌مانندِ بزرگ، «سوپرباکس‌ها» و مجسمه‌سازی خودنمای افراطیِ ارائه شده در قالب محصول مصرفی بودند؛ پوشانده شده در لایه‌هایی رنگارنگ با رنگ‌های تند. این شیوه‌ها به مثابهٔ بیانیه‌ای مفهومی بودند که پیش‌درآمد ممفیس هستند؛ جنبشی که بیش از یک دههٔ بعد پدید آمد.
در همین زمان، سوتساس گفت: «نمی‌خواستم دیگر محصولات مصرفی تولید کنم، زیرا واضح بود که نگرش مصرف‌گرایانه کاملاً خطرناک است.»لذا روند کاری او از اواخر دههٔ ۱۹۶۰ تا ۱۹۷۰ میلادی، در تجربهٔ همکاری با طراحان جوان‌تر مانند: «سوپراستودیو» و «آرکیزوم آسوچاتی» و مشارکت با جنبش رادیکال خلاصه می‌شود که با پایه‌گذاری ممفیس در پایان این دهه به اوج خود می‌رسد.
او در اوایل دههٔ ۱۹۷۰ میلادی مجموعهٔ تجهیزات اداری ماژولار "سینته‌سیس ۴۵" (Synthesis 45) را طراحی کرد.
سوتساس و فرناندا پیوانو در سال ۱۹۷۰ میلادی از هم جدا شدند و در سال ۱۹۷۶ میلادی سوتساس با باربارا رادیچه، منتقد هنری و روزنامه‌نگار ازدواج کرد.
زمانی که روبرتو اولیوتی به ریاست شرکت رسید، سوتساس را به عنوان مدیر هنری ارتقاء و دستمزد بالایی به او پیشنهاد داد، اما سوتاساس نپذیرفت. در عوض او "استودیو اولیوتی" را مستقل از اولیوتی ایجاد کرد و بلافاصله تبدیل به خلاق‌ترین مرکز بین‌المللی طراحی شد که تحقیقات را با خلاقیت و استراتژی صنعتی در هم آمیخت. نگرانی او مبنی بر اینکه خلاقیتش توسط کار شرکتی سرکوب شده باشد، در مقالهٔ او در سال ۱۹۷۳ میلادی با عنوان "زمانی که من یک پسر بسیار کوچک بودم" (When I was a Very Small Boy) بیان شده‌است.
در سال ۱۹۶۸ میلادی، کالج سلطنتی هنر در لندن دکترای افتخاری به سوتساس اعطاء کرد.

## گروه ممفیس
گفتار اصلی: گروه ممفیس
با ظهور گروه‌های جدید («ابزارهای جهانی»، «آرکیزوم»، «سوپراستودیو»، «اوفو»، «ززیگوراتا»، «۹۹۹۹» و...) به‌ طور اتفاقی بسیاری از این گروه‌ها در این مسیر احیاء نوین/قدیمیِ دست‌سازه‌ها به عنوان یک عرصهٔ جدید برای تجربه و تجدید خلاقیت، مشغول به فعالیت شدند. در اکتبر ۱۹۸۰ میلادی، سوتساس با دو پیشنهاد روبرو شد؛ یکی از سوی رنزو بروگولا، دوست قدیمیِ عزیز و نجار که از او خواست که عزم خود را «برای ساختن چیزی شبیه به دوران خوب گذشته» جزم کند و دیگری از طرف ماریو و برونلا گودانی صاحبان گالری طراحی میلانو، که از او خواستند «مبلمان جدید» را برای گالری ایشان ایجاد کند.
اتوره سوتساس گروه ممفیس را در ۱۱ دسامبر ۱۹۸۰ میلادی در میلان تأسیس کرد. [در جلسه‌ی افتتاحیه‌ی گروه آهنگی از باب دیلن با عنوان: *(Stuck Inside of Mobile with the Memphis Blues Again) پخش شد.]
این گروه از سال ۱۹۸۱ تا ۱۹۸۸ میلادی فعال بود. گروه ممفیس در واکنشی علیه وضعیت موجود ایجاد شد. سوتساس تفکر گروه را حولِ محور «رادیکال، شوخ و تکان‌دهنده» متمرکز کرد؛ اساساً بدون توجه به آنچه در آن زمان «خوب» در نظر گرفته می‌شد. اشکال هندسی دقیق و جسورانهٔ آرت دکو، پالت‌های رنگارنگ هنر پاپ و زمینه‌های پر زرق و برق کیچ از دههٔ ۱۹۵۰ میلادی الهام بخش کار آنها بود. لایه‌های رنگارنگ و موزائیک کاری‌ها معمولاً در کار آنها یافت می‌شد و در طراحی کف، میزها و چراغ‌ها گنجانده می‌شد.
سوتساس تکنیک چاپ ویژهٔ خود را نیز ابداع کرد. این تکنیک چاپ اسکوئیگلز (Squiggles Print) بود که به عنوان چاپ باکتریو (Bacterio Print) نیز شناخته می‌شود. برای چاپ، سوتساس از اشکال و بافت سطوح یک معبد بودایی در مادورایِ هند الهام گرفت، سپس این جزئیات را به شیوهٔ مجرد یا انتزاعی در هم تنید و آن را باکتریو نامید. سپس از این الگوها در طراحی مبلمان به عنوان روکش و منسوجات استفاده شد.
به اختصار می‌توان گفت که گروه ممفیس یک گروه پست مدرنِ معماری و طراحی بود که توسط سوتساس در میلان ایتالیا تأسیس شد. تمرکز این گروه به شدت بر طراحی مبلمان با تأکید بر انواع غیرمتعارف بود. طراحان این گروه بواسطهٔ استفاده از فرم‌های جسورانه و قطعات درخشان با رنگ‌های متضاد به شهرت رسیدند. در آن زمان، مبلمان صرفاً کاربردی بود؛ با این حال، گروه ممفیس با طرح‌های افراطی و بسیار تزئینی خود به دنبال اثبات خلاف این دیدگاه بودند. آنها با درهم ریختن تعاریف معمول، قطعات روزمره را مفرح کردند و آنها را به آثار هنری تبدیل کردند. بسیاری از منتقدین معتقد بودند که این روندی است که دوام نخواهد آورد. ایده‌های غیرمتعارف آنها بحث‌برانگیز بود اما امروزه به‌طور گسترده‌ای شناخته شده و مورد استقبال قرار گرفته‌است. این آثار همچنان در سراسر جهان تأثیرگذار هستند و می‌توان آن‌ها را در موزه‌های سراسر جهان از جمله: مؤسسه هنر شیکاگو، موزه طراحی در کِنزینگتون لندن، موزه هنر مدرن در نیویورک و بسیاری دیگر مشاهده کرد.

## استودیو طراحی سوتساس

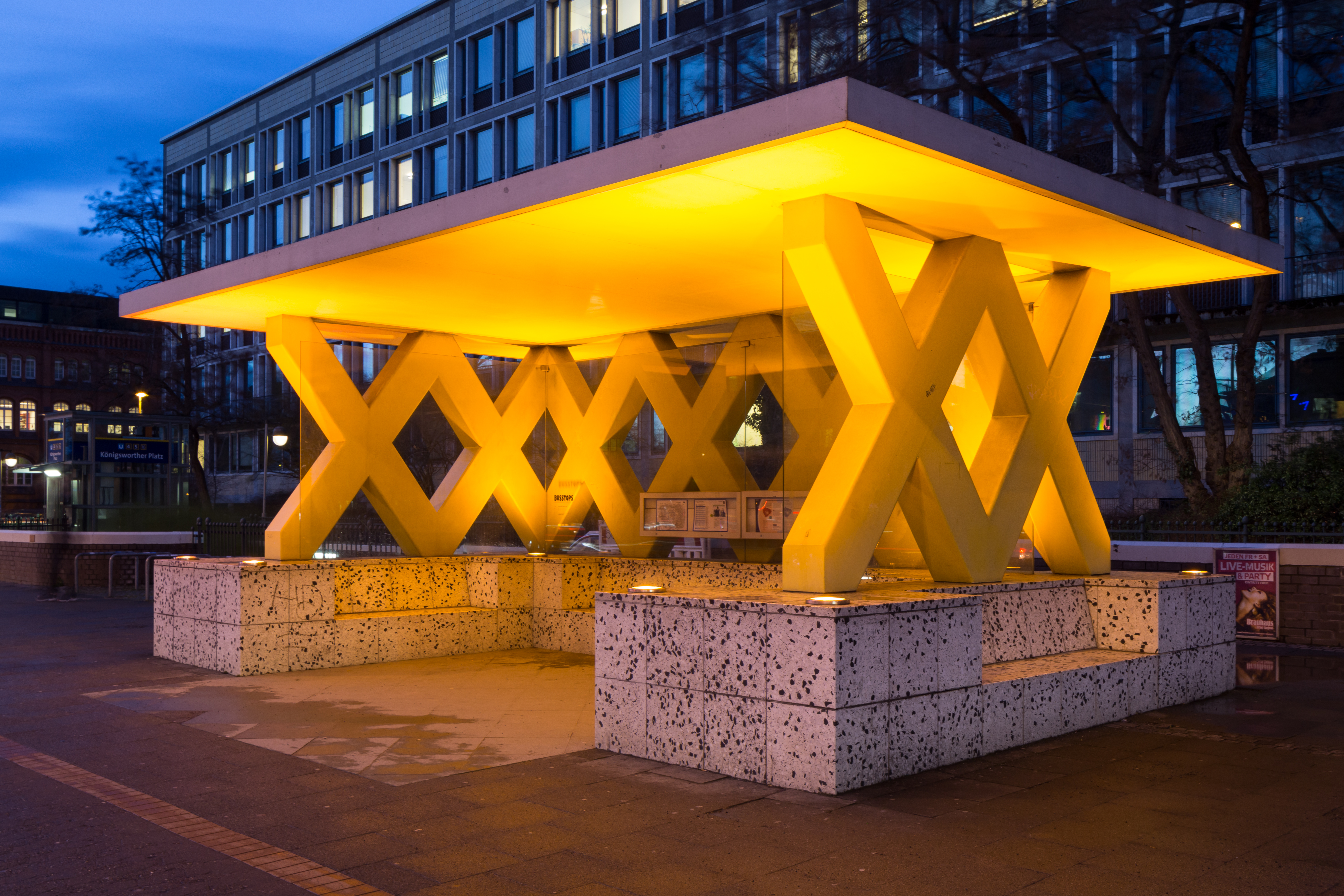
ایستگاه اتوبوس در هانوفر (۲۰۰۱ میلادی)

از آنجایی که جنبش ممفیس در دههٔ ۱۹۸۰ میلادی به خاطر انرژی و زرق و برق فراوان توجه جهانیان را به خود جلب کرد، اتوره سوتساس شروع به گردآوری یک شرکت بزرگ مشاور طراحی کرد که او آن را سوتساس آسوچاتی (به ایتالیایی: Sottsass Associati) نامید. سوتساس آسوچاتی در سال ۱۹۸۰ میلادی تأسیس شد و امکان معماری در مقیاس قابل توجه و همچنین طراحی برای صنایع بزرگ بین‌المللی را فراهم کرد. علاوه بر اتوره سوتساس، سایر بنیانگذاران آن آلدو چیبیچ (Aldo Cibic)، مارکو مارابلی، ماتئو تون و مارکو زانینی بودند. بعداً یوهانا گراواندر، مارکو سوزانی و مایک رایان نیز به این شرکت پیوستند. در سال ۱۹۸۵ میلادی، سوتساس گروه ممفیس را ترک کرد تا روی آسوچاتی تمرکز کند.
سوتساس آسوچاتی عمدتاً در حیطه‌های گوناگون معماری و همچنین طراحی فروشگاه‌ها و نمایشگاه‌های زنجیره‌ای برای شرکت اسپریت، طراحی محصولات هویتی برای شرکت آلسی، طراحی نمایشگاه‌ها، فضاهای داخلی، لوازم الکترونیکی مصرفی در ژاپن و انواع مبلمان فعالیت کرد. این استودیو بر اساس راهنمایی‌های فرهنگی اتوره سوتساس و فعالیت انبوهی از همکاران جوان [که اغلب پس از مدتی آنجا را ترک می‌کردند تا استودیوهای خود را تأسیس کنند] بنا شد. سوتساس آسوچاتی امروزه در لندن و میلان مستقر است و به حفظ وظایف، فلسفه و فرهنگ استودیو ادامه می‌دهد.
این استودیو با اعضای سابق ممفیس از جمله: یوهانا گراواندر معمار و جیمز اروین طراح صنعتی به فعالیت خود ادامه می‌دهد و برای شرکت‌های بزرگی مانند: اپل، فیلیپس، زیمنس، زانوتا، فیات و آلسی کار می‌کند و همچنین طراحی داخلی تمام خرده‌فروشی‌های اسپریت (هولدینگ اسپریت) را انجام می‌دهد.

## دستاوردهای قابل توجه در طراحی

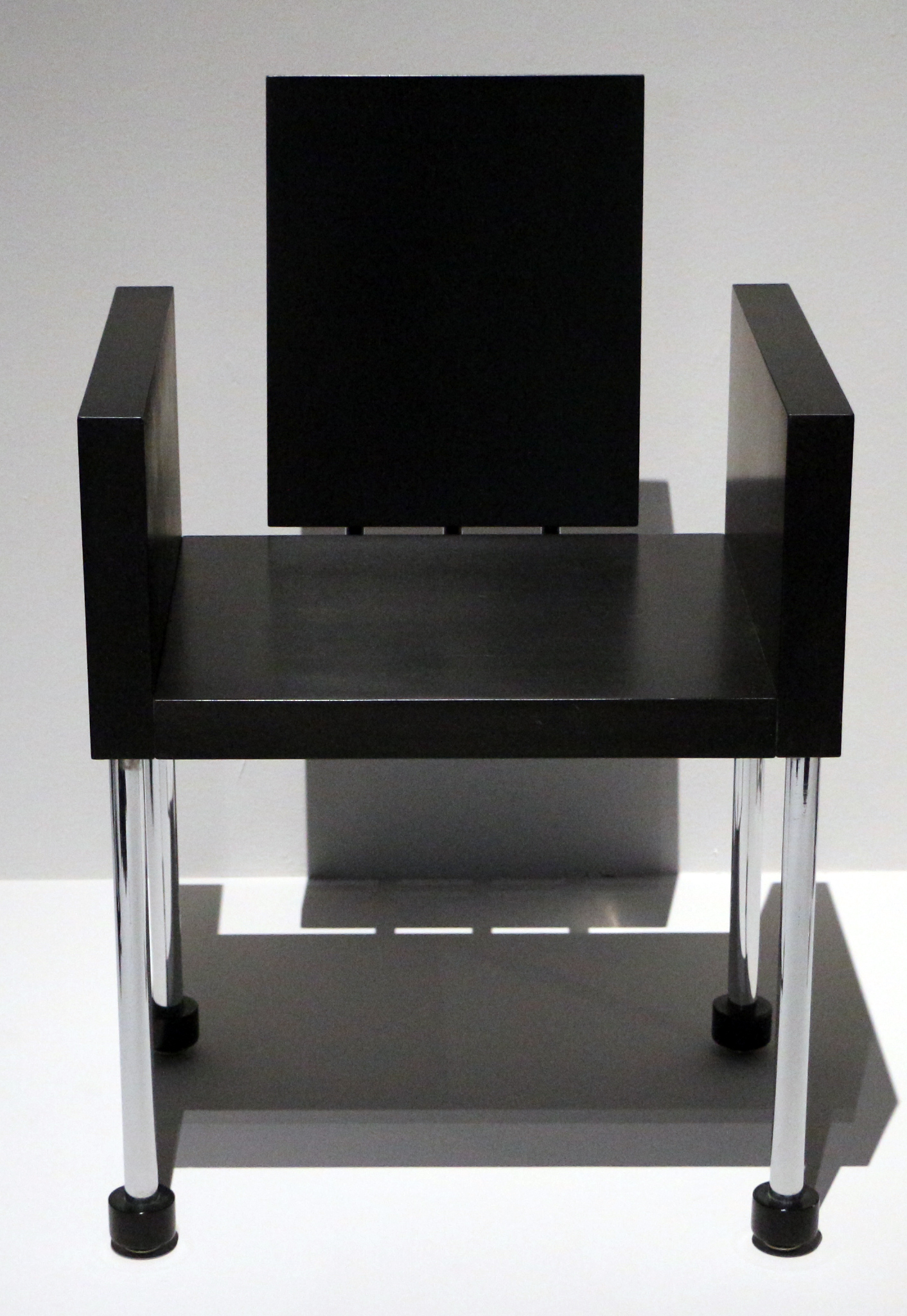
صندلی خاویار دوست ندارید دوشیزه، (۱۹۸۷ میلادی)، مرکز ملی هنر و فرهنگ ژرژ پمپیدو

- ماشین‌تحریر ولنتاین، اولیوتی، ۱۹۶۹ میلادی.
- کابینت سوپرباکس، پولترونوا، ۱۹۶۶ میلادی.[۱۸]
- آینه توت‌فرنگی فوق‌العاده (اولترافراگولا)، پولترونوا، ۱۹۷۰ میلادی.
- چراغ تاهیتی، گروه ممفیس، ۱۹۸۱ میلادی.
- میوه‌خوری مورمانسک، گروه ممفیس، ۱۹۸۲ میلادی.
- قفسه کتاب کارلتون، گروه ممفیس، ۱۹۸۱ میلادی.
- قفسه کتاب مالابار، گروه ممفیس، ۱۹۸۱ میلادی.
- کابینت کازابلانکا، گروه ممفیس، ۱۹۸۱ میلادی.تلفن بزرگ، ۱۹۸۶ میلادی.
- صندلی خاویار دوست ندارید دوشیزه، ۱۹۸۷ میلادی.
- گالری آپولودورو، ساعت نمایش داده شده، رویداد هفتم ساعت معماران، با مایکل گریوز، هانس هولی، آراتا ایسوزاکی، پائولو پورتوگسی، نقاشی‌ها از: پائولو سالواتی، رم، ۱۹۸۷ میلادی.
- مجموعه خاطرات چین، گالری مورمن‌ها، ۱۹۹۶ میلادی.
- صندلی ماندارین، نول، ۱۹۸۶ میلادی.
- آثار شیشه‌ای برای ونینی.
- آثار شیشه‌ای برای CIRVA.
- میلان نو - سرویس قاشق و چنگال که با دستیاری آلبرتو گوتسی در سال ۱۹۸۷ میلادی برای آلسی طراحی شد. برندهٔ شانزدهمین جایزهٔ «پرگار طلا» در سال ۱۹۹۱ میلادی.[۱۹][۲۰]
- مجموعه تورگی، آلسی، ۱۹۸۹ میلادی.

## دستاوردهای قابل توجه در معماری
- فروشگاه فیوروچی، ۱۹۸۰ میلادی.
- نمایشگاه اسپریت، دوسلدورف، ۱۹۸۵ میلادی.
- نمایشگاه اسپریت، زوریخ، ۱۹۸۵ میلادی.
- نمایشگاه اسپریت، هامبورگ، ۱۹۸۵ میلادی.
- ساختمان، مارینا دی ماسا، ۱۹۸۵ میلادی.
- نمایشگاه آلسی، میلان، ۱۹۸۵ میلادی.
- خانه گرگ، ریجوی (کلرادو)، ۱۹۸۵ میلادی با یوهانا گراواندر.
- بار زیبیبو، فوکوئوکا، ۱۹۸۹ میلادی.
- خانه اولابوئناگا، مائوئی، ۱۹۸۹ میلادی با یوهانا گراواندر.
- خانه چِی، امپولی، ۱۹۸۹ میلادی.
- خانه بیشوفبرگر، زوریخ، ۱۹۸۹ میلادی با یوهانا گراواندر.
- موزه هنرهای معاصر، راونا، ۱۹۹۲ میلادی.
- خانه گِلا، رم، ۱۹۹۳ میلادی.
- خانه سبز، لندن، ۱۹۹۳ میلادی.
- قایق موتوری آمازون اکسپرس، ۱۹۹۴ میلادی.
- استراحتگاه گلف و باشگاه، ژاوکینگ، ۱۹۹۴ میلادی.
- فرودگاه مالپنسا، میلان، ۱۹۹۴ میلادی.
- خانه نانون، لنکان، ۱۹۹۵ میلادی.
- خانه ون ایمپ، سن-لیووانزوتم، ۱۹۹۶ میلادی با یوهانا گراواندر.
- اتاق انتظار آلیتالیا، ۱۹۹۷ میلادی.
- خانه پرنده، لنکان، ۱۹۹۸ میلادی با یوهانا گراواندر.
- جزیره روپونگی، توکیو، ۲۰۰۴ میلادی.
- خانه ورزش، نانجینگ، ۲۰۰۴ میلادی.
- دروازه‌های ورودی گالری دبلیو. کیت و جانت کلوگ در محوطه دانشگاه ایالتی پلی‌تکنیک کالیفرنیا، پومونا، ۱۹۹۵ میلادی.

## کارهای دیگر
به عنوان یک طراح صنعتی، مشتریان او شامل فیوروچی، اسپریت، شرکت مبلمان ایتالیایی پولترونوا (Poltronova)، نول، سرافینو زانی، آلسی و بروندی بودند. او به عنوان یک معمار، گالری مایر-شوارتز را در رودیو درایو در بورلی هیلز، کالیفرنیا، با دروازهٔ چشمگیر آن از چین‌های نامتعارف و زوایای ناهموار و همین‌طور معماری خانهٔ دیوید ام. کلی (David M. Kelley).
طراحی اولین ماوس کامپیوتر اپل در وودساید، کالیفرنیا. طراحی فضای داخلی فرودگاه مالپنسا میلان در اواخر دههٔ ۱۹۹۰ میلادی [او معماری ساختمان را انجام نداد]، در اواسط دههٔ ۱۹۹۰ میلادی، او باغ مجسمه و دروازه‌های ورودی گالری دبلیو. کیت و جانت کلوگ در محوطه دانشگاه ایالتی پلی‌تکنیک کالیفرنیا، پومونا طراحی کرد. او با چهره‌های شناخته شده‌ای در زمینه معماری و طراحی از جمله: آلدو چیبیچ، جیمز اروین، ماتئو تون و یوهانا گراواندر همکاری کرد.

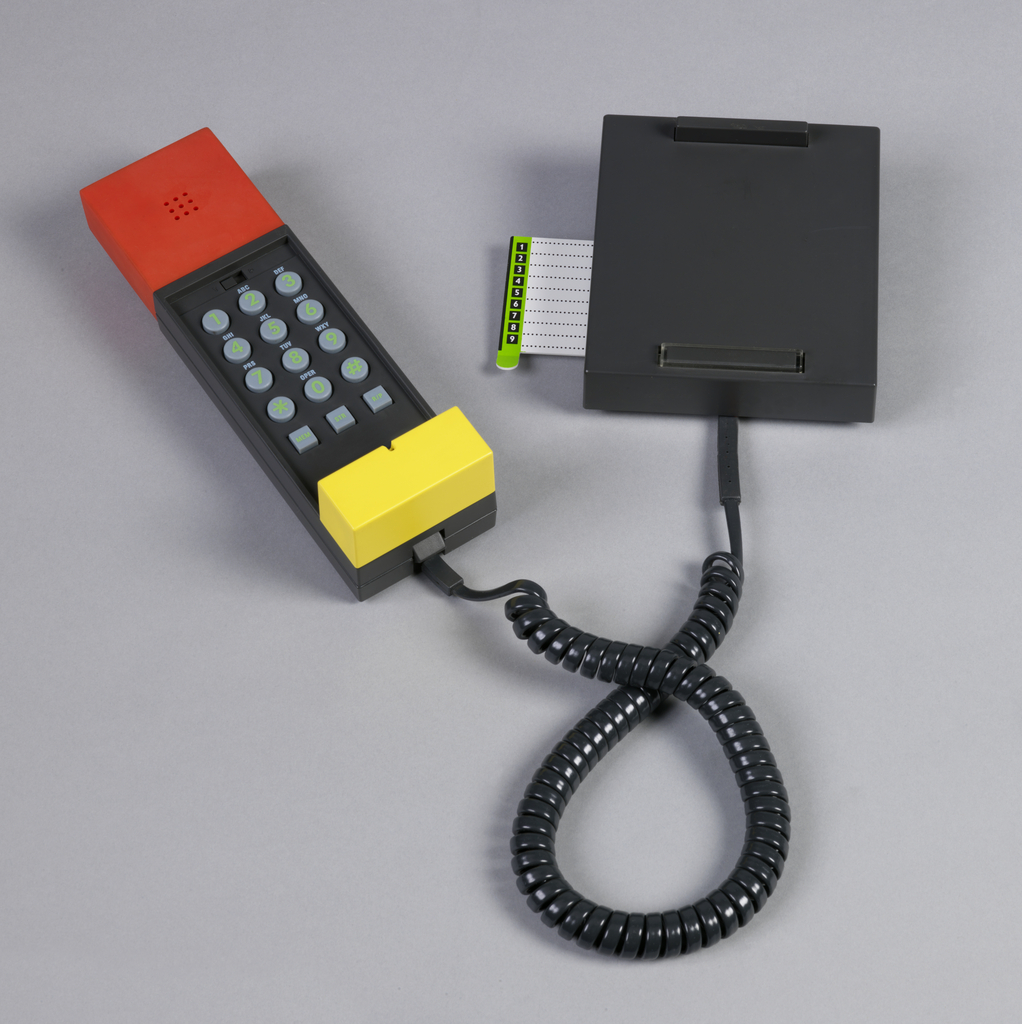
تلفن بزرگ، ۱۹۸۶ میلادی.

سوتساس در عرصهٔ وسیعی از طراحی فعالیت کرد: مبلمان، جواهرات، سرامیک، شیشه، نقره کاری، نورپردازی، طراحی ماشین‌های اداری و ساختمان. او نسلی از معماران و طراحان را الهام بخشید. در سال ۲۰۰۶ میلادی، موزه هنر شهرستان لس آنجلس اولین نمایشگاه بزرگ بررسی آثار او را در ایالات متحده آمریکا برگزار کرد.
در سال ۲۰۰۷ میلادی یک نمایشگاه گذشته‌نگر با عنوان "اتوره سوتساس: کار در حال پیشرفت"، در موزه طراحی لندن برگزار شد. در سال ۲۰۰۹ میلادی، مرکز مارِس برای فرهنگ معاصر در ماستریخت بازسازی یک نمایشگاه با عنوان "چشم انداز برای یک سیاره جدید" را پیشتر در سال ۱۹۶۹ میلادی در موزه ملی سوئد در استکهلم برگزار شده بود را ارائه کرد. در سال ۲۰۱۷ میلادی به مناسبت صدمین سالگرد تولد سوتاس، موزه مت برویر در شهر نیویورک، کتاب گذشته‌نگر "اتوره سوتساس: طراحی رادیکال" را ارائه کرد.
یکی از آثار سوتساس [با عنوان «تلفن بزرگ»، طراحی شده با دیوید ام. کلی برای بروندی] به همراه بسیاری از ترسیمات او بخشی از مجموعهٔ موزه هنر مدرن (MoMA) است. همچنین اشیاء طراحی شده و ترسیمات سوتساس در مجموعه‌های دائمی موزه هنر متروپولیتن، موزه طراحی لندن، موزه طراحی ویترا، موزه بروکلین، کوپر هویت، موزه طراحی اسمیتسونین، موزه اشتدلیک آمستردام، موزه هنر شهرستان لس آنجلس، موزه ملی هنر مدرن در پاریس، موزه هنر فیلادلفیا، و موزه هنرهای زیبا، هیوستون نگهداری می‌شود.
در سال ۱۹۹۹ میلادی، او جایزهٔ «سِر میشا بلک» را دریافت کرد و به کالج مدال‌آوران پیوست.